# Radnička (Novi Sad)
Radnička (srbsky Радничка) je ulice v hlavním městě srbské autonomní oblasti Vojvodina, Novi Sad. Nachází se v centru města, jižně od historického středu. Je považována za atraktivní lokalitu ve městě.

## Název
Název ulice v češtině doslova znamená Dělnická.

## Historie
Ulice vznikla ve 20. století v souvislosti s vysoušením dunajského břehu a zbourání původního předmostí (mostobranu). Její směr byl definován tím, že vedla paralelně s původní železniční tratí východně od Limanu. Jednotlivé domy byly vystavěny podél této ulice v 20. a 30. letech 20. století. Během maďarské okupace za druhé světové války nesla název Krámer utca. Současný má od konce konfliktu.

## Doprava
Jedná se o fakticky třídu s nízkým provozem a v Novém Sadu je známá především díky stromořadí.

## Významné objekty
- odvolací soud
- hudební škola Josipa Slavenského
- Muzeum přírodních věd
- ZŠ Đorđeho Natoševiće

Sídlí zde také řada advokátních kanceláří.